# Monoxenus multituberculatus
Monoxenus multituberculatus är en skalbaggsart som beskrevs av Stefan von Breuning 1942. Monoxenus multituberculatus ingår i släktet Monoxenus och familjen långhorningar. Inga underarter finns listade i Catalogue of Life.